# PCDHB3
PCDHB3‏ (Protocadherin beta 3) هوَ بروتين يُشَفر بواسطة جين PCDHB3 في الإنسان.
هذا الجين عضو في مجموعة جينات بروتوكادهيرين بيتا، وهي واحدة من ثلاث مجموعات جينية مترابطة على الكروموسوم الخامس. تُظهر هذه المجموعات الجينية تنظيمًا جينوميًا غير عادي يشبه تنظيم مجموعات جينات مستقبلات الخلايا البائية والتائية. تحتوي مجموعة بيتا على 16 جينًا و3 جينات كاذبة، يُشفّر كل منها 6 نطاقات كادهيرين خارج الخلية وذيلًا سيتوبلازميًا يختلف عن غيره في عائلة الكادهيرين.
تتفاعل النطاقات خارج الخلية بطريقة متجانسة لتحديد الوصلات التفاضلية بين الخلايا. وتتكون نُسخ هذه الجينات من إكسون كبير واحد فقط، ولا تشترك في إكسونات 3' مشتركة كما هو متوقع، على عكس مجموعتي ألفا وغاما. وتُعدّ بروتينات التصاق الخلايا العصبية الشبيهة بالكادهيرين بروتينات متكاملة لغشاء البلازما. وظائفها المحددة غير معروفة، ولكن من المرجح أنها تلعب دورًا حاسمًا في إنشاء ووظيفة الوصلات العصبية بين الخلايا.